# Deutsche Acta Eruditorum

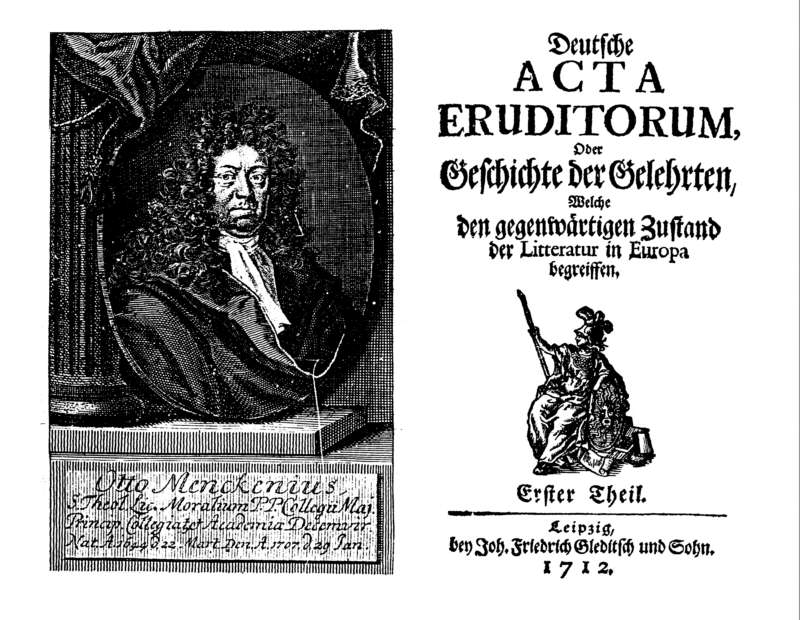
Titelblatt der ersten Nr. mit Porträt Menckes

Die Zeitschrift Deutsche Acta Eruditorum (vollständiger Titel: Deutsche ACTA ERUDITORUM oder Geschichte der Gelehrten, welche den gegenwärtigen Zustand der Litteratur in Europa begreiffen) war eine deutschsprachige, einflussreiche Literaturzeitschrift des 18. Jahrhunderts.
Es handelt sich um ein deutschsprachiges Pendant zur Zeitschrift Acta Eruditorum.
Unter obigem Titel erschienen vom Jahr 1712 bis zum Jahr 1739 20 Bände in Leipzig im Verlag Johann Friedrich Gleditschs. Herausgeber waren Justus Gotthard Rabener (von 1712 bis 1719), Johann Christian Schöttgen und Johann Georg Walch. Ab 1719 hatte Christian Gottlieb Jöcher die Redaktion inne. 
Schwerpunkt der Zeitschrift waren Besprechungen von Büchern. Bis 1739 erschienen über 1500 Rezensionen fast nur von wissenschaftlicher Literatur. Die Artikel wurden von den damaligen Gelehrten aufgrund ihrer Unparteilichkeit und ihres guten Stils sehr geschätzt.
Jöcher benannte im Jahr 1740 die Zeitschrift um in Zuverlässige Nachrichten von dem gegenwärtigen Zustande, Veränderung und Wachsthum der Wissenschaften. Als Grund für die Umbenennung gab er die große Anzahl der bereits publizierten Bände und ihre Unübersichtlichkeit an. Unter diesem neuen Titel erschienen bis zum Jahr 1757 noch einmal 18 Bände. Danach wurde die Zeitschrift eingestellt.
Eine komplette Mikrofiche-Edition erschien 1993 (ISBN 3-89131-095-1).